# Wiktor Iwanowitsch Tschukarin
Wiktor Iwanowitsch Tschukarin (ukrainisch Віктор Чукарін, russisch Виктор Иванович Чукарин; in der deutschsprachigen Presse auch als Viktor Schukarin bezeichnet; * 9. November 1921 in Mariupol; † 25. August 1984 in Lwow, Ukrainische SSR) war ein sowjetischer Kunstturner. Er war mehrere Jahre als sowjetischer Kriegsgefangener im Stammlager X B bei Sandbostel interniert. Er starb 62-jährig in Lwow und wurde dort auf dem Lytschakiwski-Friedhof beerdigt.

## Karriere
Bei den Olympischen Spielen 1952 in Helsinki, den ersten, an denen die Sowjetunion teilnahm und 1956 in Melbourne wurde er jeweils erfolgreichster männlicher Teilnehmer, mit 30 bzw. 35 Jahren. Neben dem Italiener Alberto Braglia (1908 und 1912) und den Japanern Sawao Kato (1968 und 1972) und Kōhei Uchimura (2012 und 2016) gehört er zu den vier Athleten, die ihren Mehrkampfsieg wiederholen konnten. Dies und insbesondere seine Kriegserlebnisse machten ihn zu einer Symbolfigur im sowjetischen Sport.
Insgesamt gewann Tschukarin bei Olympia siebenmal Gold, dreimal Silber und einmal Bronze (elf Medaillen). Damit steht er in der ewigen Bestenliste aller Teilnehmer beiderlei Geschlechts auf Platz 14 (nur Männer: Platz 10), bei den sowjetischen Turnern kurz hinter Nikolai Jefimowitsch Andrianow und Boris Anfijanowitsch Schachlin, die ebenfalls sieben Olympiasiege aber mehr Silber- und Bronzeränge erreichten. (Stand 2012)
Darüber hinaus wurde er 1954 Weltmeister im Zwölfkampf und am Barren. 
2009 wurde Wiktor Tschukarin in die International Gymnastics Hall of Fame aufgenommen.

## Olympische Bilanz
| 1952 - Gold Zwölfkampf - Gold Pferdsprung - Gold Seitpferd - Gold Mannschaft - Silber Ringe - Silber Barren | 1956 - Gold Zwölfkampf - Gold Mannschaft - Gold Barren - Silber Boden - Bronze Seitpferd |